# Ladies And Gentlemen (Lou Bega-album)
A Ladies And Gentlemen című 2. stúdióalbum a német Lou Bega 2001-ben megjelent albuma, melyről két kislemezt másoltak ki.

## Megjelenések
CD  Unicade Music – 74321 85459-2
1. Just A Gigolo / I Ain't Got Nobody 3:49 Composed By – L. Casucci, S. Williams, Lyrics By – I. Caesar, J. Brammer, R. Graham
2. You Are My Sunshine	3:31
3. Calling Her	0:52
4. God Is A Woman	4:05
5. Club Elitaire	5:03
6. Money	3:08
7. Lady	3:27
8. Gentleman 3:28 Composed By, Lyrics By – Axel Breitung
9. People Lovin' Me 3:51 Lyrics By – Peter Hoff
10. Crash	1:10
11. Shit Happens	3:23
12. Angelina	3:16
13. Yeah Yeah 3:51 Composed By – T. Burchia, Lyrics By – Goar B.
14. My Answering Machine	0:50
15. Lonely 3:39 Composed By – Axel Breitung
16. Baby Keep Smiling 3:35 Featuring – Compay Segundo

## Közreműködő előadók
- Vokál: Lou Bega (main performer), Compay Segundo
- Producer: Frank Lio, Axel Breitung, Peter Hoff, Donald Fact, DJ Thomilla, Goar B, Zippy Davids
- Gitár: Uwe Metzler
- Billentyűs hangszerek: Peter Hoff, DJ Thomilla
- Hárfa: Andreas Vollenweider
- Háttérének: Axel Breitung, David Whitley, Peter Hoff
- Hangmérnök: Peter Hoff, Till Brönner
- Mix: Peter Hoff
- Scratching: DJ Thomilla
- Borító terv: Ronald Reinsberg
- Stylist: Angelika M. Zwerenz

## Slágerlista
| Album                | Legmagasabb slágerlistás helyezés | Legmagasabb slágerlistás helyezés | Legmagasabb slágerlistás helyezés | Legmagasabb slágerlistás helyezés | Legmagasabb slágerlistás helyezés | Legmagasabb slágerlistás helyezés | Legmagasabb slágerlistás helyezés | Legmagasabb slágerlistás helyezés | Legmagasabb slágerlistás helyezés | Legmagasabb slágerlistás helyezés |
| Album                | GER                               | AUS                               | AUT                               | CAN                               | FIN                               | FRA                               | NOR                               | SWI                               | UK                                | US                                |
| -------------------- | --------------------------------- | --------------------------------- | --------------------------------- | --------------------------------- | --------------------------------- | --------------------------------- | --------------------------------- | --------------------------------- | --------------------------------- | --------------------------------- |
| Ladies And Gentlemen | 54                                | —                                 | 31                                | —                                 | —                                 | 109                               | —                                 | 23                                | —                                 | —                                 |